# Ковалевский, Герхард
Герман Вальдемар Герхард Ковале́вский (нем. Kowalewski Hermann Waldemar Gerhard), 27 марта 1876, Старый Ярослав, Западно-Поморское воеводство — 21 февраля 1950, Грефельфинг, Бавария) — немецкий математик и педагог высшей школы. Член НСДАП.

## Биография
Родился в семье школьного учителя Леонарда Юлиуса Ковалевского († 1929 г.) и Марии, урожденной Поммеренинг († 1926 г.). Имел брата — профессора философии, психолога и математика Арнольда Кристиана Феликса Ковалевского (1873—1945).
В 1893 году уехал в Кёнигсберг к брату и поступил в местный университет, где его брат Кристиан был профессором философии и математики. Там он изучал математику и философию, потом перешёл в университет Грайфсвальда, а затем — в университет Лейпцига, где получил докторскую степень за диссертацию на тему «Über Eine Kategorie Von TransformationsGruppen Einer Vierdimensionalen Mannigfaltigkeit» в 1898 году. В Лейпциге он был учеником Софуса Ли, причём считался одним из самых одарённых студентов.
В 1901 году занял должность доцента в университете Грайфсвальда, оттуда перешёл в университет Бонна (1904). В 1909 году уехал в Прагу, преподавал в немецкой школе, а с 1912 года — в немецком университете Праги.
С 1920 года преподавал в Высшей технической школе в Дрездене, профессор. Ректор 1935—1937, покинул свой пост досрочно «по собственному желанию». С 1933 года состоял в НСДАП, про Гитлера высказался в том смысле, что «он послан нам Богом». В ноябре 1933 года подписал декларацию немецких профессоров в поддержку Адольфа Гитлера.
В 1937—1941 годах редактировал журнал «Deutsche Mathematik». В 1939 году вернулся в немецкий университет Праги, преподавал в нём до 1945 года, после разгрома Германии бежал в Мюнхен, где преподавал в техническом университете Мюнхена.

## Научные интересы
Основные труды по теории групп и вопросам естественной геометрии; занимался также теорией функциональных пространств, теорией интегральных уравнений, теорией интерполяции и историей математики.
Известен также тем, что впервые, в 1909 году, употребил обозначение (a, b) интервала вещественных чисел; если граничная точка включалась в интервал, то вместо круглых скобок использовались угловые. В 1921 году Ханс Хан заменил угловые скобки на квадратные [a, b], и эта символика укоренилась в науке.
В 1927 году был награжден дипломом Лобачевского.